# Joachim Oppenheim
Pour les articles homonymes, voir Oppenheim (homonymie).
Joachim (Ḥayyim) Oppenheim ou Joachim Heinrich Oppenheim (yiddish : חיים אפפענהיים) né le 29 septembre 1832 à Eibenschütz (Margraviat de Moravie) et décédé le 27 avril 1891 à Berlin, est un rabbin de Toruń (Pologne),,.